# 亘理宗喬
亘理 宗喬（わたり むねたか）は、江戸時代前期の仙台藩士。高清水亘理家2代当主。
父宗廣は78歳まで生きたが、高清水亘理のニ代目を嗣がずに、子の宗喬が後を嗣いだのは寛文事件（伊達騒動）の当事者原田宗輔と伊達宗重がどちらとも従兄弟に当たり、寛文事件の累が及ばない様に、高清水亘理初代の宗根が亡くなった寛文九年（1669年）に一度後を嗣いだが、事件後に二代目を取り下げて、宗喬に二代目を嗣がせた可能性がある（典拠不明の独自研究）。

## 生涯
承応元年（1652年）に高清水の館で生まれた。
明暦2年（1656年）祖父亘理宗根が開基した亘理氏の菩提寺となる安楽寺に、 宝永4年12月27日56歳で亡くなり葬られた。。